# Alda Lara
Alda Ferreira Pires Barreto de Lara Albuquerque (Benguela, 9 giugno 1930 – Cambambe, 30 gennaio 1962) è stata una poetessa portoghese dell'Africa coloniale.

## Biografia
Alda Lara nacque il 9 giugno 1930 a Benguela, in Angola.
Veniva da una famiglia benestante e ricevette un'educazione cristiana, che secondo un commentatore le diede uno spirito di liberalismo. Suo fratello era il noto poeta Ernesto Lara Filho. Prima di trasferirsi in Portogallo per terminare il Liceu D. Maria Amália Vaz de Carvalho, a Lisbona, Lara frequentò una scuola femminile, il Collegio di Paula Frassinetti a Sá da Bandeira (ora Lubango). Frequentò l'Università di Lisbona e risiedette presso la Casa degli Studenti dell'Impero. Ebbe una vita studentesca attiva e iniziò la sua carriera di scrittrice pubblicando poesie nella rivista letteraria Mensagem, una pubblicazione specifica per gli africani. In seguito frequentò l'Università di Coimbra dove conseguì laurea in medicina con una tesi intitolata "Psiquiatria Infantil.
Scrisse per diversi giornali e riviste come il Jornal de Benguela, il Jornal de Angola, ABC e Ciência. Sposò lo scrittore portoghese-mozambicano Orlando Albuquerque e diede alla luce quattro figli. Dopo aver vissuto in Portogallo per 13 anni, tornò in Angola nel 1961. Tuttavia, il suo ritorno sarebbe stato di breve durata, poiché morì il 30 gennaio 1962 a Cambambe. Suo marito decise di pubblicare le sue opere raccolte dopo la sua morte, tra cui Poemas nel 1966 e Tempo da Chuvanel nel 1973. Le poesie e i racconti di Lara si occupano principalmente di temi di maternità e bambini, oltre che di libertà e giustizia. La sua opera è fortemente influenzata nella sua forma e tematica dal neorealismo portoghese e dalla corrente modernista del 1922 e la gran parte della sua poesia riflette un'insoddisfazione per lo status quo coloniale: il dramma degli appaltatori, la repressione nell'uso delle lingue autoctone, la situazione delle donne angolane, il desiderio di ritorno ecc.

## Intitolazioni
In suo onore, la città di Lubango ha istituito il premio Alda Lara Prize (in portoghese Prémio Alda Lara). Paulo de Carvalho, cantante portoghese con un'intensa carriera artistica, ha registrato Preludio/Mãe Negra, una poesia scritta da Alda Lara. Movimento, il secondo album di Aline Frazão pubblicato nel 2013, contiene una poesia di Alda Lara musicata.
Il comune Alda Lara della Provincia di Benguela, in Angola, porta il suo nome.

## Opere (postume)
- Poemas (1966)
- Tempo da Chuva (1973)
- Poesia (1979)
- Poemas (1984)
- Antologia da poesia feminina dos PALOP : países africanos de língua oficial portuguesa (1998)[9]